# Fıratcan Üzüm
Fıratcan Üzüm (* 4. Juni 1999 in Eskişehir) ist ein türkischer Fußballspieler, auf der Position des Linksaußen.

## Karriere
Üzüm begann seine fußballerische Laufbahn in der Jugend von Eskişehirspor und unterschrieb dort im Mai 2017 seinen ersten Profivertrag. Zur Saison 2019/20 wechselte er zum Erstligisten Trabzonspor, wurde jedoch bereits im Wintertransferfenster an den Zweitligisten Ümraniyespor verliehen.